# HCP 111A

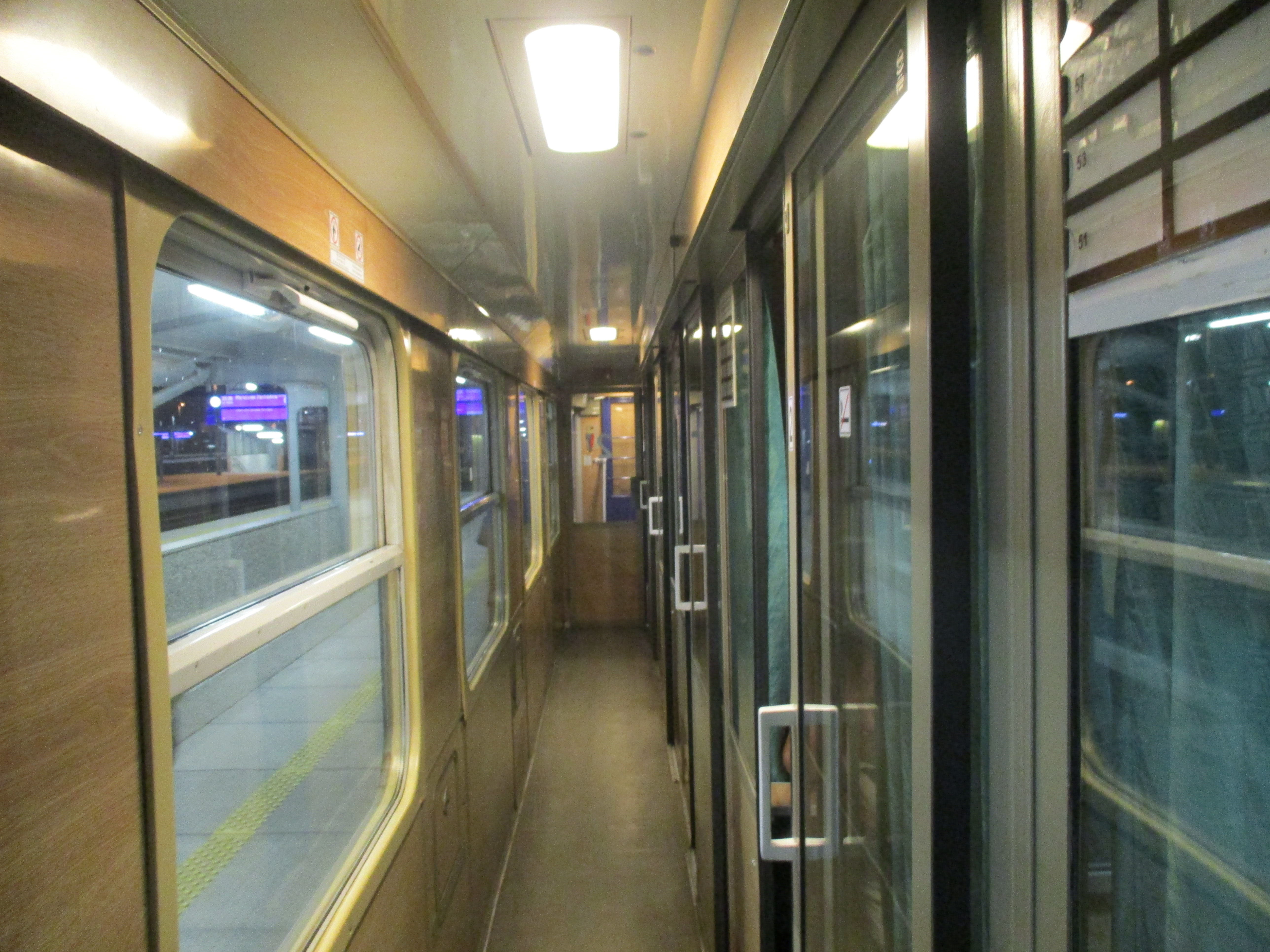
Korytarz w wagonie typu 111A

111A – wagon osobowy drugiej klasy jeżdżący w składach PKP Intercity i Polregio. Posiada standardowe malowanie wagonu klasy drugiej.

## Historia
Obecnie jest to najpopularniejszy typ wagonów używany przez PKP IC w pociągach pośpiesznych. Powstał jako wersja rozwojowa wagonu 104A. Przez 20 lat produkcji powstało wiele wersji, różniących się,  m.in. rodzajem ogrzewania, typem zastosowanych drzwi, wystrojem wnętrza i jego organizacją. Wyprodukowano łącznie 2825 egzemplarzy, co czyni 111A najdłuższą serią wagonów w Polsce, do dziś eksploatowanych jest ok. 1500 sztuk.

## Modernizacje

### 161A, 162A, 163A

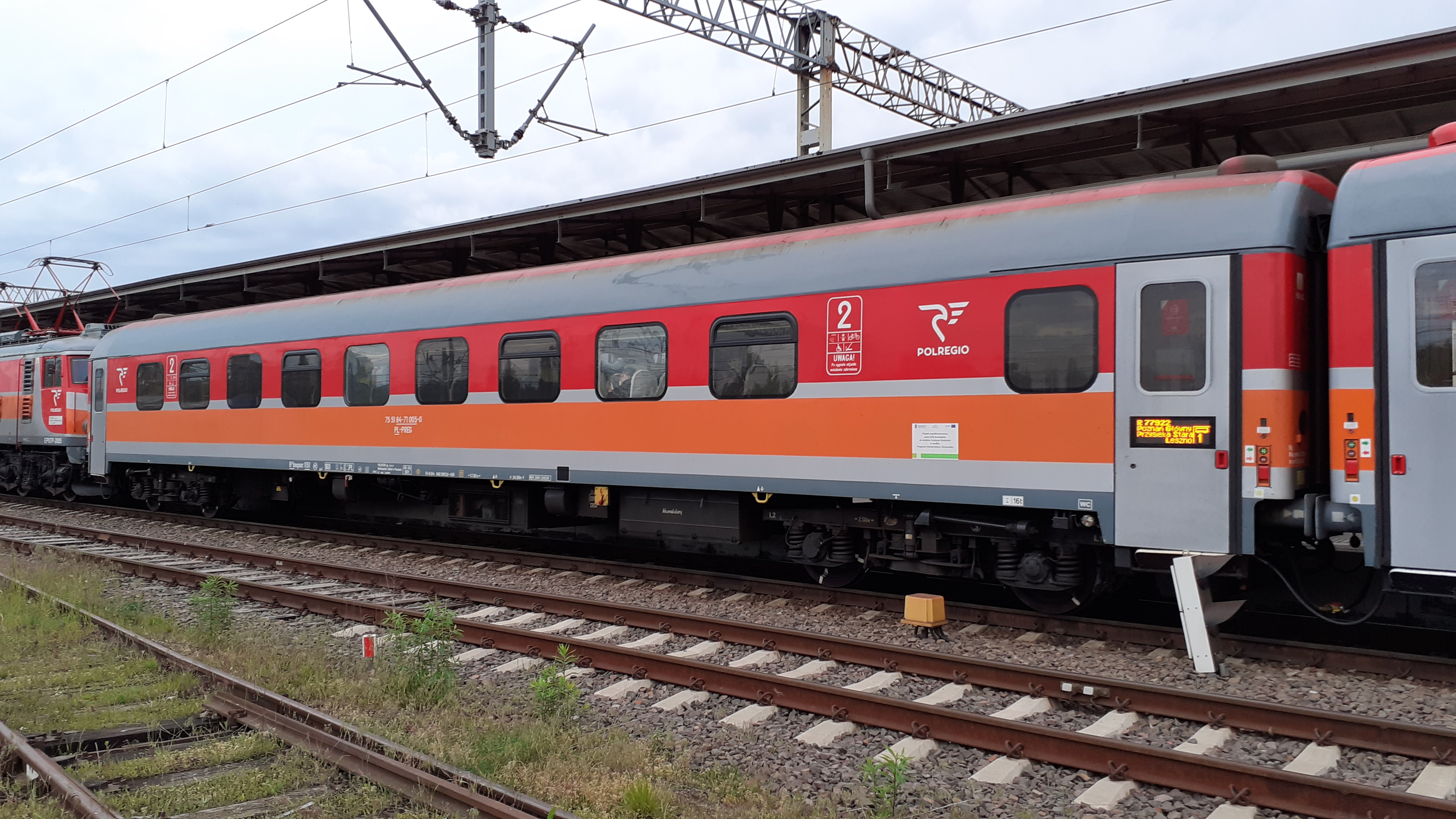
Wagon typu 161A

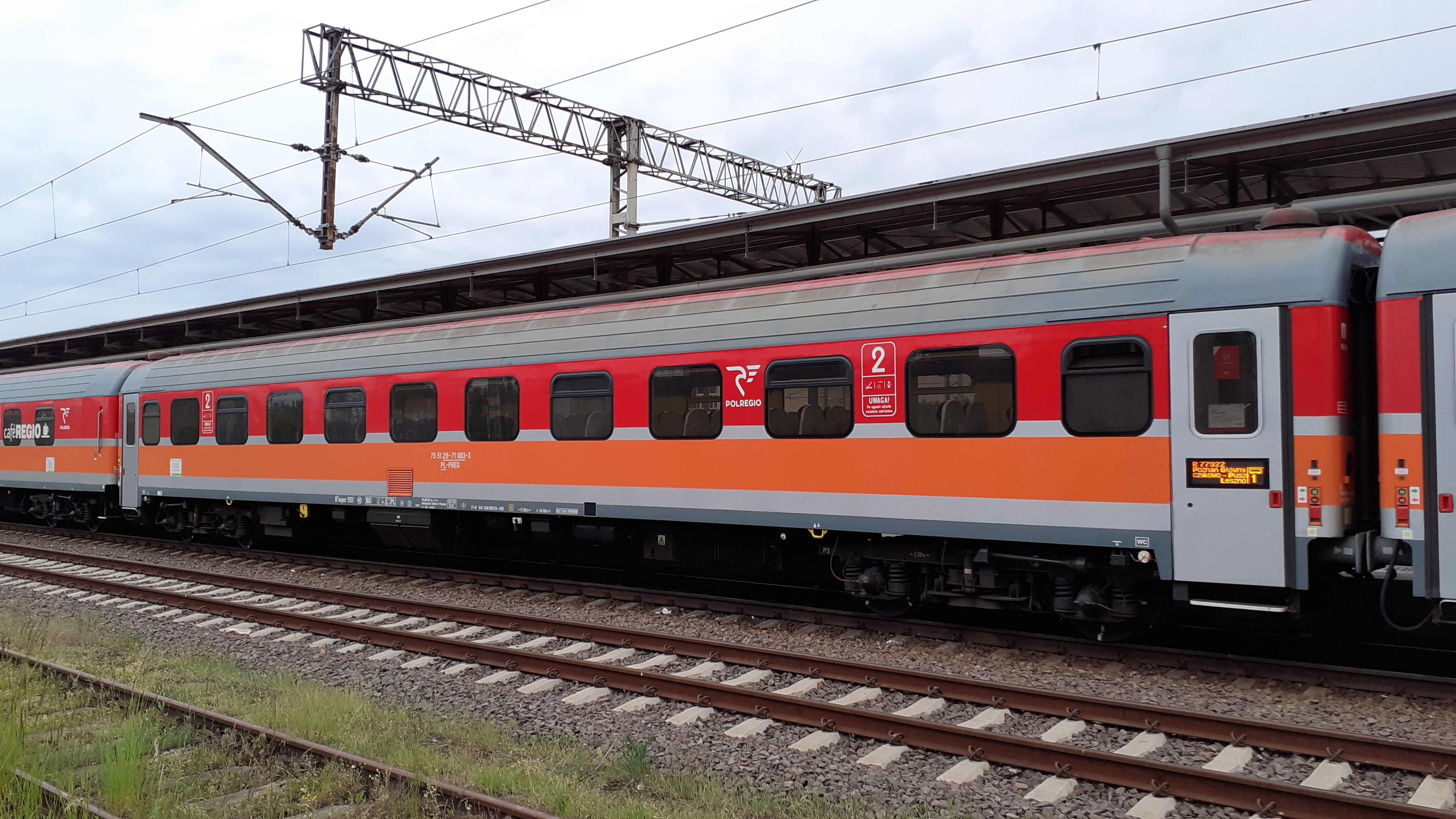
Wagon typu 162A

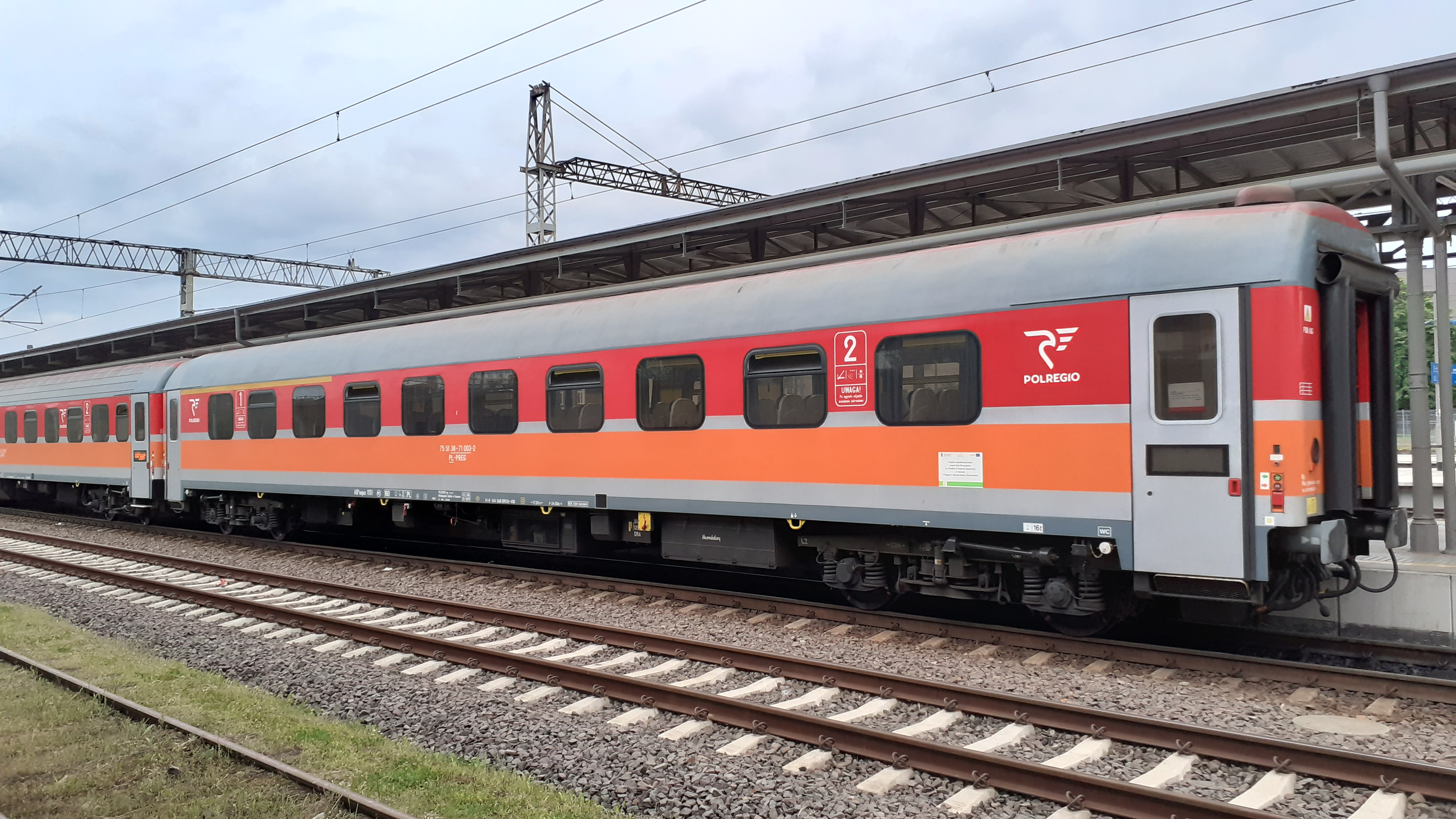
Wagon typu 163A

W 2010 w bydgoskiej Pesie na zlecenie spółki Przewozy Regionalne przebudowano gruntownie sześć wagonów typu 111A na potrzeby połączeń Regioekspres. W wyniku tej modernizacji, powstały po 2 wagony oznaczone seriami 161A, 162A i 163A, różniące się przeznaczeniem:
- 161A – wagony z miejscami klasy 2, z wyodrębnionymi miejscami i toaletą przystosowanymi do potrzeb osób niepełnosprawnych oraz miejscem na większy bagaż podręczny, w tym na rowery i sprzęt narciarski; 50 miejsc siedzących[3],
- 162A – wagony wyłącznie z miejscami klasy 2; 78 miejsc siedzących[3],
- 163A – wagony z miejscami klasy 1 i 2; 67 miejsc siedzących[3].

We wszystkich przebudowanych wagonach zmodernizowano wózki (typu 4ANc – po modernizacji 4ANcS) i układ hamulcowy. Oprócz remontu pudła wymieniono okna i drzwi. Zamiast dotychczasowych opuszczanych, zamontowano przyciemnione okna stałe oraz okna z uchylną częścią górną. Zabudowano też drzwi wejściowe odskokowo-przesuwne, natomiast drzwi międzywagonowe wyposażono w napęd elektryczno-pneumatyczny, umożliwiający otwieranie za pomocą przycisku. 
Najdalej idące zmiany zaszły w przestrzeni pasażerskiej. Zlikwidowano przedziały, organizując w każdym z wagonów jednolitą przestrzeń pasażerską wykończoną panelami z laminatu poliestrowo-szklanego, przedzieloną przeszkleniem w miejscach rozdziału na klasy 1. i 2. (163A) oraz odgradzającą przedział bagażowy (161A). W klimatyzowanej, monitorowanej przestrzeni, zainstalowano fotele z indywidualnymi stolikami rozkładanymi z tyłu poprzedniego siedzenia. W klasie pierwszej (163A) nad fotelami zamontowano indywidualne oświetlenie punktowe. Pod fotelami zainstalowano gniazdka elektryczne 230 V – innym ułatwieniem dla posiadaczy urządzeń mobilnych jest wyposażenie wagonu w routery bezprzewodowego internetu.  Większość siedzeń zabudowano w znanym bardziej z autokarów układzie rzędowym, montując jedynie 16 miejsc w każdym z wagonów w układzie naprzeciwległym (po 2 miejsca naprzeciw siebie – w sumie 4 – w czterech miejscach). Dotychczasowe toalety zastąpiono modułowymi kabinami WC ze zbiornikiem na fekalia.
Wagony wyposażono w elektroniczny system informacji pasażerskiej, na który złożyły się: zewnętrzne diodowe tablice kierunkowe, zgodne z rozporządzeniem Ministra Transportu z 31 maja 2006 r. w sprawie oznakowania wagonów, ekrany LCD (w każdym wagonie po 4) umieszczone pod sufitem na krańcach i środkach wagonów, poza informacją o trasie wyświetlające materiały reklamowe oraz niewielkie wyświetlacze zabudowane w półkach bagażowych nad fotelami, wskazujące rezerwację miejsc.
Wszystkie zmodernizowane wagony otrzymały jednolitą kolorystykę według nowego wzoru, przeznaczonego do uruchomionej 1 czerwca 2010 r. nowej kategorii pociągów REGIOekspres.
W późniejszym okresie, spółka Przewozy Regionalne powierzyła zakładom PESA modernizację jeszcze 10 wagonów 111A: 3 do standardu 161A, 4 do standardu 162A oraz 3 do standardu 163A. Łącznie w spółce znajduje się 16 zmodernizowanych wagonów: 5 szt. 161A, 6 szt. 162A, 5 szt. 161A. Ponadto, w 2012 r. dwa bliźniacze do 111A wagony 112A (pierwotnie klasy 1.) przebudowano na wagony pasażerskie w identycznym standardzie, dodając część barową (caféREGIO) i oznaczając – wzorem oryginalnych wagonów barowych 113A – symbolem 113Aa.
Na początku 2016 roku jeden z wagonów 161A otrzymał nowe – „tygrysie” barwy Przewozów Regionalnych, takie same jak zmodernizowane w 2015 roku dla PR zespoły EN57AL.

#### Obsługa połączeń
Od 1 czerwca 2010 r. do 14 grudnia 2013 r. zmodernizowany tabor obsługiwał pociągi REGIOekspres, a po rezygnacji z prowadzenia pociągów krajowych tej kategorii handlowej – pociągi interREGIO. Od 14 grudnia 2014 roku wszystkie 18 wagonów oraz 5 zmodernizowanych lokomotyw EP07P skierowano do obsługi połączeń osobowych REGIO uruchamianych przez wielkopolski oddział spółki. Tabor, zestawiony w trzy składy, obsługuje wyłącznie relacje na zmodernizowanych liniach kolejowych nr 271 oraz 274:
- Poznań Główny – Leszno,
- Poznań Główny – Wrocław Główny,
- Poznań Główny – Międzylesie,
- Poznań Główny – Szklarska Poręba Górna[6].

Dotychczasowy logotyp REGIOekspres na burtach wagonów zastąpiono logotypem firmowym.
W połowie roku 2015 spółka pozyskała dofinansowanie w ramach Programu Operacyjnego Infrastruktura i Środowisko z unijnej perspektywy 2007-2013. Projekt objął zwrot kosztów modernizacji opisywanych wagonów oraz lokomotyw EP07P. Wartość projektu wyniosła ponad 55 mln zł, w tym kwota dofinansowania ze środków Unii Europejskiej – ponad 31 mln złotych.
Od 11 grudnia 2016 uruchomiono bezpośrednie połączenie Poznań Główny – Międzylesie obsługiwane zmodernizowanymi wagonami.

### 168A
W 2013 roku w nowosądeckim Newagu przebudowano 10 wagonów 111A dla PKP Intercity. W wyniku przebudowy wagony pozbawione zostały przedziałów oraz zostały dostosowane do przewozu osób niepełnosprawnych.

### 111A-20
W 2020 roku w bydgoskiej Pesie w konsorcjum z ZNTK Mińsk Mazowiecki przebudowano 125 wagonów 111A dla PKP Intercity. W wyniku przebudowy wagony stały się bezprzedziałowe z 72 miejscami siedzącymi, wyposażonymi w klimatyzację, gniazdka elektryczne, monitoring, toalety z układem zamkniętym oraz bezprzewodowy Internet. 